# Piper toppingii
Piper toppingii är en pepparväxtart som beskrevs av C. Dc.. Piper toppingii ingår i släktet Piper och familjen pepparväxter. Inga underarter finns listade i Catalogue of Life.